# Shinjuku Park Tower
La Shinjuku Park Tower (新宿パークタワー?, Shinjuku Pāku Tawā) è la seconda struttura più alta di Shinjuku, Tokyo, in Giappone. Disegnata da Kenzō Tange e completata nel 1994, a Shinjuku Park Tower è composta da tre torri: la torre S, che è 235 m di altezza, con 52 piani, la torre C che è alta 209 m. con 47 piani e la torre N, che è alta 182 m, con 41 piani. Al piano sotterraneo (B1F) vi sono negozi al dettaglio e ristoranti, al piano 1 c'è la Showroom della Società del Gas di Shinjuku, dal piano 3 al 7 negozi, i piani dal numero 9 al 37 sono occupati da uffici e, infine, dal 39° al 52° vi è il lussuoso hotel Park Hyatt Tokyo, che appare nel film Lost in Translation - L'amore tradotto (2003).